# Ljudpinne

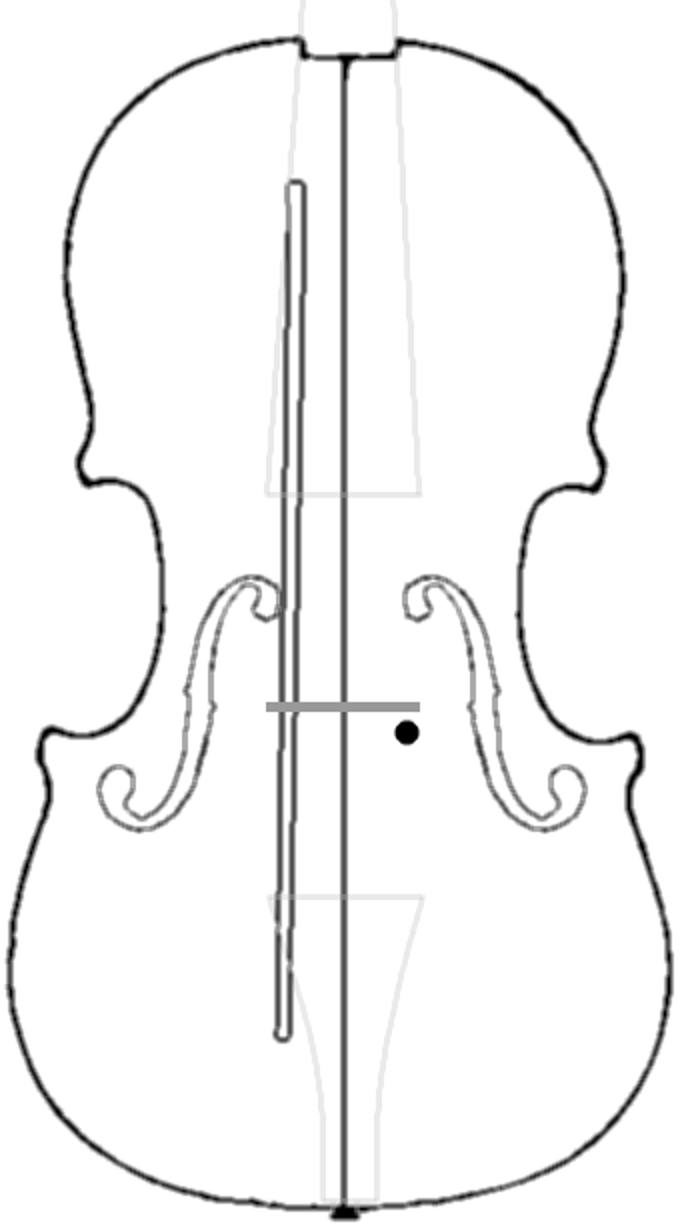
Den svarta pricken markerar ljudpinnens läge

Ljudpinne kallas den träpinne som i en fiol och andra likartat byggda instrument är spänd mellan locket och bottnen under stallet och på så sätt överför strängarnas vibrationer effektivt till resonanslådan. Pinnen ska sitta osymmetriskt, och dess placering har betydelse för instrumentets klang.
För att placera pinnen använder man sig av ett verktyg med en egg i änden som man spetsar ljudpinnen på.